# Bogadi
Bogadi (nep. बोगडी) – gaun wikas samiti w zachodniej części Nepalu w strefie Lumbini w dystrykcie Rupandehi. Według nepalskiego spisu powszechnego z 2001 roku liczył on 1266 gospodarstw domowych i 8902 mieszkańców (4257 kobiet i 4645 mężczyzn).